# 10516 Sakurajima
10516 Sakurajima eller 1989 VQ är en asteroid i huvudbältet som upptäcktes den 1 november 1989 av de båda japanska astronomerna Masaru Mukai och Masanori Takeishi vid YCPM Kagoshima Station. Den är uppkallad efter den japanska vulkanen Sakurajima.
Asteroiden har en diameter på ungefär 4 kilometer och den tillhör asteroidgruppen Nysa.